# Andreas Munch

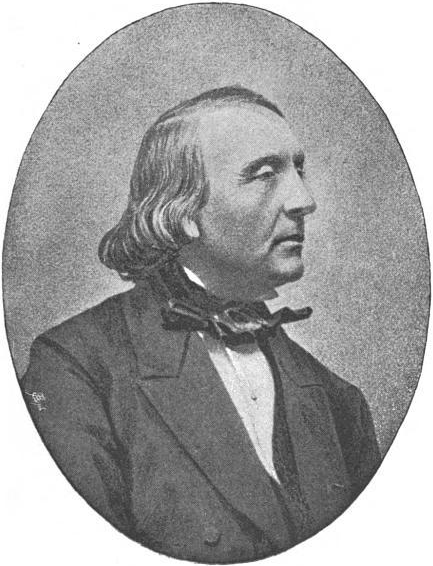
Andreas Munch

Andreas Munch (* 19. Oktober 1811 in Christiania; † 27. Juni 1884 in Vedbæk (heute Søllerød) in Dänemark) war ein norwegischer Schriftsteller.

## Familie und Jugend
Seine Eltern waren der residierende Kaplan und spätere Bischof Johan Storm Munch (1778–1832) und dessen Frau Else Petronelle Hofgaard (1790–1879). In erster Ehe heiratete er am 24. Mai 1844 in Christiania Charlotte Amalie Juul (27. September 1824–20. April 1850), Tochter des Kaufmanns Jacob Bentzen Juul und dessen Frau Inger Margrethe Finckenhagen. In zweiter Ehe heiratete er am 10. Oktober 1865 in Borbjerg (Dänemark) Anna Marie Amalie Raben (1. Dezember 1832–24. Februar 1905), Tochter von Svend Nordberg und Erikke Lund. Aufgewachsen war sie aber im Haushalt des Kammerherrn Greger Christian Raben. Andreas Munch war der Vetter des Historikers Peter Andreas Munch und Bruder des Pfarrers Johan Storm Munch (1827-1908). Der Vetter seines Vaters war der Maler Edvard Munch.
Seine Familie gehörte zu den bedeutenden Beamtenfamilien des Landes. Anfangs lebte er in Sande in Vestfold, dann zog die Familie nach Christiania, bis sein Vater Bischof in Christiansand wurde, wo Munch seine Jugend verbrachte. 1830 legte er das Examen artium ab, begann einige Studien ohne Abschluss, erst Theologie, dann Rechtswissenschaften. Von 1832 bis 1845 arbeitete er als Kopist im Finanzdepartement. 1841 bis 1846 war er Redakteur der Zeitung Den Constitutionelle, dem Organ der Intelligensparti, ohne dass er sich selbst an den Auseinandersetzungen in der Studentenschaft zwischen der Intelligensparti und der Norskhetsparti. Bald trat seine Schwermut in Erscheinung.

## Der Dichter
Seine erste Veröffentlichung war 1836 die Gedichtsammlung Ephemerer, und mit seinem historischen Drama Kong Sverres Ungdom (Die Jugend König Sverres) siegte er ein Jahr später im Wettbewerb um die Eröffnungsaufführung zur Einweihung des neuen Gebäudes für das Christiania Theater. Aber das Stück geriet in den Schatten der Auseinandersetzungen um Henrik Arnold Wergelands Campbellerne.
Durch seine Ehe mit Charlotte Amalie Juul im Jahre 1844 wurde er finanziell unabhängig. Er leistete sich zusammen mit seiner Frau und seinen beiden Söhnen eine Studienreise nach Frankreich, Italien, der Schweiz und nach Deutschland. Diese Reise hat Spuren in seinen bedeutenden Gedichtsammlungen hinterlassen. Es war für ihn ein schwerer Schlag, als 1850 seine Frau und einer seiner Söhne starben. Dieses Ereignis führte zu einer religiösen Vertiefung, die in der Gedichtsammlung Sorg og Trøst ihren Niederschlag fand. Mit dieser Gedichtsammlung bezeichnete er sich als „ästhetischer Lutheraner“.
Die Jahre 1850 bis in die 60er Jahre bilden den Höhepunkt seines dichterischen Erfolges. 1858 erhielt er ein staatliches Reisestipendium, 1860 erhielt er die erste Dichtergage des Landes. 1866 erhielt er den Professorentitel ohne Vorlesungspflicht und wurde vom norwegisch-schwedischen König zum inoffiziellen poeta laureatus ernannt. Er wurde auch außerhalb Skandinaviens durch seine deutschen und englischen Übersetzungen bekannt.
1850 erhielt Munch auch die Stellung eines Amanuensis an der Universität von Christiania. In dieser Zeit befasste er sich mit dem literarischen Trend der Zeit, dem historischen Drama. Er schrieb zwei christliche Tragödien, Salomon de Caus und dem Fünfakter Lord William Russell, den nationalhistorischen Einakter En Aften på Giske und die Tragödie in fünf Akten Hertug Skule. Diese Tragödie erschien unglücklicherweise 1864, als Henrik Ibsen seinen Durchbruch mit einem Drama zur gleichen Thematik Kongsemnerne erlebte. Der Vergleich fiel zum Nachteil Munchs aus, und ab dieser Zeit stand Munch als Dramatiker im Schatten von Ibsen und Bjørnstjerne Bjørnson.

## Die Zeit in Dänemark
Auf seiner Stipendienreise 1858–1859 traf ihn ein weiterer Schicksalsschlag. In Nizza starb sein zweiter Sohn. Die folgenden Jahre verbrachte er auf rastlosen Reisen. Auf einer dieser Reisen lernte er die Dänin Amalie Raben kennen und heiratete sie 1856. Abgesehen von einigen Besuchen in Norwegen verbrachte er den Rest seines Lebens in den großbürgerlichen Kreisen Dänemarks, im Winter in Kopenhagen, im Sommer in der Villa des Ehepaares in Nysted auf Lolland. Einen lebendigen Eindruck dieses Lebens kommt in einer Briefsammlung zum Ausdruck, die die Tochter des Ehepaares Anna Munch 1954 veröffentlicht hat.
Munch setzte seine dichterische Produktion fort. Er kämpfte vergebens gegen den Realismus in der Literatur und in der Politik gegen die Demokratiebewegung der Linken.

## Bedeutung
Munchs Dichtung steht in der Übergangsphase zwischen Romantik und Realismus. In den 1850er Jahren wurde er als Norwegens bedeutendster Dichter gefeiert. Doch wenige Jahre später geriet er in den Schatten von Ibsen und Bjørnson.
Von Munchs Werken haben nur wenige Gedichte in der norwegischen Liedtradition bis heute überlebt. Das gilt für die Gedichte über die Malerei von Hans Gude und Adolph Tidemand und deren Gemälde Brudeferden i Hardanger (Brautfahrt auf dem Hardangerfjord) mit einer Melodie von Halfdan Kjerulf. Auch sein Studentenlied Helligt er Studentens Kald (Heilig ist das Studentendasein) überlebte lange, insbesondere bei den Immatrikulationsfeiern an der Universität Oslo.

## Ehrungen
Munch war ab 1858 Mitglied der Kongelige Norske Videnskabers Selskab und ab 1862 der Wissenschaftlichen Gesellschaft in Christiania (heute Norwegische Akademie der Wissenschaften) sowie der Kungliga Vetenskaps- och Vitterhetssamhället i Göteborg. Er wurde 1855 Ritter des Sankt-Olav-Orden und 1880 dessen Kommandeur I. Klasse. Er war Kommandeur des Dannebrog-Ordens und Ritter des schwedischen Nordstern-Ordens.

## Werke

### Schauspiele
- Kong Sverres Ungdom, (Die Jugend König Sverres) Christiania 1837
- Donna Clara. Christiania 1840
- Salomon de Caus. Christiania 1854
- En Aften paa Giske, (Ein Abend auf Giske) Christiania 1855
- Lord William Russell. Christiania 1857
- Hertug Skule. (Herzog Skuli) Kopenhagen 1864
- Moder og Søn. (Mutter und Sohn) Kopenhagen 1871
- Fjeldsøen, (Der Bergsee) Kopenhagen 1875

### Gedichte und Prosatexte (Eine Auswahl)
- Ephemerer. (Flüchtiges) Christiania 1836
- Sangerinden. Et Digt. (Die Sängerin; ein Gedicht) Christiania 1837
- Den Eensomme. En Sjælehistorie. (Der Einsame, eine Seelengeschichte) Christiania 1846
- Digte, gamle og nye. (Gedichte, alte und neue) Christiania 1848
- Billeder fra Nord og Syd. (Bilder von Nord und Süd) Christiania 1849
- En Brudeferd i Hardanger. (Brautfahrt in Hardanger) Christiania 1849
- Nye Digte. (Neue Gedichte) Christiania 1850
- Sorg og Trøst. Nogle Digte (Sorge und Trost. Einige Gedichte) Christiania 1852
- Digte og Fortællinger, ældre og nyere. (Gedichte und Erzählungen, ältere und neuere) Christiania 1855
- Kongedatterens Brudefart, et Digt i tolv Romanzer. (Die Brautfahrt der Königstochter, ein Gedicht in 12 Romanzen) Christiania 1861. Es handelt von der Brautfahrt Kristin Håkonsdatters nach Spanien.
- Nyeste Digte. (Neueste Gedichte) Christiania 1861
- Pigen fra Norge, historisk-romantisk Fortælling. (Ein Mädchen von Norwegen. Eine historisch-romantische Erzählung) Christiania 1861
- Jesu Billede. Digtkrands efter en romersk Legende. (Das Bild Jesu. Ein Gedichtkranz nach einer römischen Legende) Christiania 1865
- Reiseminder. (Reiseerinnerungen) Christiania 1865
- Eftersommer. Ny Digtsamling. (Nachsommer. Eine neue Gedichtsammlung) Kopenhagen 1867
- Udvalgte Digte. (Ausgewählte Gedichte) Kopenhagen 1873
- Barndoms- og Ungdomsminder. (Kindheits- und Jugenderinnerungen) Christiania 1874
- Pave og Reformator. Historisk Digtning. (Papst und Reformator. Eine historische Dichtung) Kopenhagen 1880

### Weitere Werke (Auswahl)
- Norwegisches Bauernleben. Ein Cyclus in 10 Bildern. Von Adolph Tidemand. Mit allegorischem Titel in Farbendruck, entworfen v. C. Scheuren. Nach den Original-Cartons, zu den für die Königliche Villa "Oskarshall", bei Christiania, ausgeführten Gemälden, lithograhiert v. J. B. Sonderland. Mit deutschem Text von Wolfgang Müller und norwegischem Text von A. Munch. – Düsseldorf : Schulte, 1852, 2. Aufl. Digitalisierte Ausgabe der Universitäts- und Landesbibliothek Düsseldorf